# Фёдоров, Борис Владимирович
Борис Владимирович Фёдоров (20 августа 1948, Калинин, РСФСР — 27 ноября 2014, Тверь, Российская Федерация) — советский и российский художник по стеклу, действительный член Российской академии художеств, заслуженный художник Российской Федерации.

## Биография
В 1968 г. окончил Калинский строительный техникум, в 1976 г. — Ленинградсккое высшее художественно-промышленное училище им. В. И. Мухиной. Работал художником на Дятьковском хрустальном заводе в Брянской области (1976-81).
С 1981 г. — главный художник предприятия по производству стекла и керамики «Калининстекло», (с 1989 г. — «Тверьстекло», АО «Тверис»).
С 1995 г. — преподаватель Тверского художественного училища им. А. Г. Венецианова. Член Союза художников СССР с 1981 г. Участник Всесоюзных, республиканских, международных выставок и симпозиумов по стеклу, в том числе в Чехословакии (1988), Венгрии (1993, 1996) и других. Основные произведения: декоративный набор «Лапландия» (1986, Министерство культуры РФ), комплект «У причала» (1988), композиция «Археология» (1995, оба Всероссийский музей декоративно-прикладного искусства) и другие. В Тверской областной картинной галерее — декоративная композиции «Ручей» (1984), «Память» и другие произведения.
Действительный член Российской академии художеств (2008).

## Награды и звания
Заслуженный художник Российской Федерации (1992).
- 1978 г. — Серебряная медаль ВДНХ СССР,
- 1981 г. — Первая премия Квадриенале Эрфурт (ГДР),
- 1982 г. — премия ЦК ВЛКСМ,
- 1988 г. — «Золотая медаль Квадриенале»,
- 1998 г. — медаль «За достижения в области культуры».